# Liste der Monuments historiques in Artaise-le-Vivier
Die Liste der Monuments historiques in Artaise-le-Vivier führt die Monuments historiques in der französischen Gemeinde Artaise-le-Vivier auf.

## Liste der Objekte
| Bezeichnung             | Beschreibung                          | Standort                        | Kennzeichnung | Schutzstatus | Datum | Bild |
| ----------------------- | ------------------------------------- | ------------------------------- | ------------- | ------------ | ----- | ---- |
| Skulptur Heiliger Georg | Holz, farbig gefasst, 18. Jahrhundert | in der Kirche St-Georges (Lage) | PM08000024    | Classé       | 1970  |      |